# Adolphe Lemoine
Adolphe Lemoine, también conocido como Lemoine-Montigny o Montigny (1812-1880), fue un dramaturgo y cómico francés. Fue director del Théâtre du Gymnase Marie-Bell.
Se casó con la actriz Rose Chéri y era el tío de Anna Judic.

## Obras
- 1832: Norbert ou le Campagnard, comedia vaudevilliana en un acto
- 1834:  Le Doigt île Dieu, drama en un acto, Théâtre de l'Ambigu-Comique
- 1834:  Une Chanson, drama vaudevilliano en tres actos, Ambigu-Comique
- 1836: Un fils, drama en tres actos, Ambigu-Comique
- 1836: Wilson, ou une Calomnie, drama en tres actos
- 1836: Amazanpo ou la Découverte du quinquina, drama en cuatro actos y siete escenas
- 1836: La Sœur grise et l'Orphelin, melodrama en cuatro actos y cinco escenas